# Romulea columnae
Romulea columnae és una planta de la família de les iridàcies. Fa unes flors petites, lila clar o violetes, grogues cap a la base de 7-10 mm de diàmetre, 1-3 en tija curt. Fulles basals procedents de dos bulbs tuberosos amb 1-6 fulles caulinars, curtes i erectes o llargues. La flor té una corol·la tubular de 2,5-5,5 mm, segments d'1-2 cm lanceolats o oblanceolats, aguts. El fruit aflora per sobre del terra. Floreix a la primavera. Habita en praderies seques en dunes i esculls de Gran Bretanya, França, Espanya, Grècia, Itàlia, Portugal i Turquia.